# Gaius Maesius Aquilius Fabius Titianus (consul suffect)
 (mai 2016).
Gaius Maesius Aquilius Fabius Titianus (fl. 245) était un homme politique de l'Empire romain.

## Vie
Fils de Gaius Maesius Picatianus et de sa femme Fabia Titiana.
Il était consul suffect av. 197.
Il eut un fils, Gaius Maesius Fabius Titianus, qui avait fixé en 197 et 198, avec sa sœur, l'inscription clarissimus puer pour honorer Septime Sévère et Caracalla, le père de Gaius Maesius Aquilius Fabius Titianus (consul ordinaire).